# Moss Lake
Moss Lake är en sjö i Antarktis. Den ligger i Sydorkneyöarna. Argentina och Storbritannien gör anspråk på området. Moss Lake ligger 1 meter över havet. Den ligger på ön Signy.
I övrigt finns följande vid Moss Lake:
- Spindrift Col (ett bergspass)
- Thomas Tarn (en sjö)